# 寡頭政治集體主義的理論與實踐
《寡頭政治集體主義的理論與實踐》（英語：The Theory and Practice of Oligarchical Collectivism）為乔治·奥威尔於1949年所創作的反烏托邦小說《一九八四》中的虛構書籍（書中書）。據稱，此書由爱麦虞埃尔·果尔德施坦因撰寫，而他同時也是大洋國執政黨（簡稱「黨」）的主要對立者。「黨」將高斯登塑造成內黨前成員，並聲稱他一直密謀推翻老大哥（Big Brother）以及顛覆政府。在小說中，主角温斯顿·史密斯在其所謂的友人奧布萊恩（英語：O'Brien）的指引和安排下取得此書後便開始閱讀。溫斯頓曾回憶說：「……人們低聲傳誦著一本可怕的書，一部彙集所有異端思想的著作，其作者正是高斯登，而這本書在地下悄然流傳。它既無書名亦無正式標題，人們僅簡稱之為《那本書》。」

## 背景

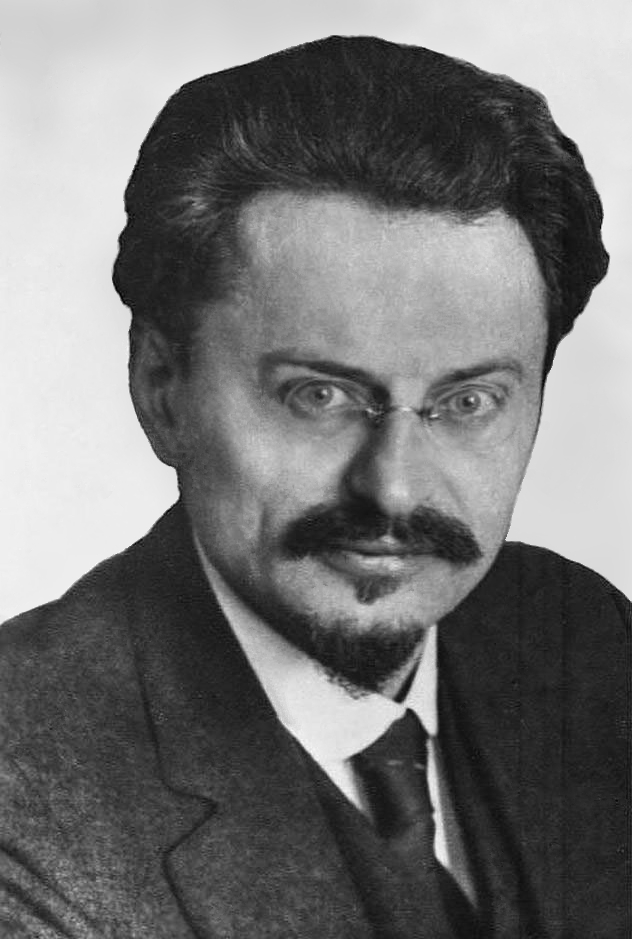
奧威爾以十月革命領袖之一列夫·托洛茨基為原型塑造了伊曼紐·高斯登坦這一人物

在《一九八四》中，溫斯頓·史密斯以撰寫日記的方式坦承自己所犯下的「思想罪」，例如他對老大哥與「黨」所懷有的內心厭惡。  身處真理部工作期間，溫斯頓與黨內核心成員奥勃良接觸，由於他誤以為奧布萊恩屬於「兄弟會」——也就是由高斯登領導、對抗大洋國的地下組織。  起初，奧布萊恩的言行確實令溫斯頓深信不疑，特別是在奧布萊恩安排讓他閱讀《那本書》時──在大洋國，持有此書本身即構成犯罪。交談間，奧布萊恩向溫斯頓指出，《那本書》揭示了「黨」所建立反乌托邦社会的真實本質而欲正式成為「兄弟會」成員者，必先研讀此書。  溫斯頓形容自己第一次接觸《那本書》的情形如下：
那是一本文字沉重的黑色書籍，裝訂粗糙，封面上既無書名亦無標題；印刷的字跡亦略顯不規則。書頁邊緣明顯磨損，彷彿曾被多人傳閱。扉頁上題有：
 寡頭集體政治主義的理論與實踐
伊曼紐·高斯登—著
「寡頭政治集體主義」一詞指涉英社主義（大洋國的主導意識形態）、歐亞所奉行的新布爾什維主義，以及東亞所實行的死亡崇拜（自我抹滅）。溫斯頓閱讀了兩篇長文摘，說明這三個極權超國家──東亞國、歐亞國與大洋國──如何從一場全球戰爭中崛起，從而將過去與他所處的1984年連結起來，並解釋極權主義的基本政治哲學，其根源在於二十世紀所展現的獨裁政治傾向。「那本書」的核心啟示即在於，這三種表面上彼此對立的意識形態在實際上卻功能一致。
從理論上講，寡頭政治集體主義讓人聯想到部分托洛茨基主义者於1930年代末提出的官僚集体主义，該理論用以描述史達林统治下的苏联。大洋國的主要公敵伊曼紐·高斯登即是以此理論為藍本而塑造。托洛茨基曾為布爾什維克黨核心成員，後遭史達林清洗並被宣告為蘇聯人民的公敵；而蘇聯則為托洛茨基協助在俄羅斯建立的社會主義國家。流亡期間，托洛茨基亦曾公開批評蘇聯的社會體制。

## 内容
書中〈第一章：無知即力量〉與〈第三章：戰爭即和平〉均採用黨的口號作為章節標題；此外，奧布萊恩曾提及其中部分章節描述了推翻內黨的計劃。

### 第一章：無知即力量
〈无知即力量〉一章詳述了人類社會持續不斷的阶级斗争。 章節一開始便指出，社會自古以來總是依階級與種姓制度劃分為： 
- 上階級（統治者）
- 中階級（為上層階級工作且渴望取而代之）
- 下階級（只求生存）

歷史上，中階級常利用下階級之力量推翻上層；但一旦中階級奪取權力、成為新的上層，他們又再度壓迫下階級，使社會階級鬥爭形成無限循環。
在這個過程中，中階級表面上宣揚「正義」與「人類博愛」，實則其真正目的在於攀升至統治階級並鞏固自身權力。
伊恩·斯萊特（Ian Slater）指出，高斯登在書中提出的論點，超越了奧威爾早期（例如《一位聖公會牧師的女兒》）作品中的觀察。於早期作品中，中階級僅是假裝信奉平等；而在《动物庄园》中，國家最初宣稱掌權是為改善社會，隨後當技術進步令平等成為可能時，中階級便撇棄過去的承諾，因社會主義僅會妨礙其目標，遂公然施行暴政，並毫不掩飾對平等的敵視。
因此，中階級創造的新話術演變成英社主義與階級集體主義。他們不再偽裝關心平等，而是赤裸裸地追求權力，使得「黨」與以往的暴政有所不同──儘管「黨」最初仍以社會主義之名合理化其統治。藉由強調集體主義，「黨」得以鞏固自身權力，並將英社主義包裝為資本主義必然延續的結果，聲稱在此制度下，下階級將不再遭受剝削。
然而，事實上，社會階級的存在早已失去必要，集體主義僅成為延續對下階級剝削的工具。斯萊特指出，儘管奧布萊恩不一定擁有華宅，但與下階級相比，他的生活依然奢華。一旦「黨」徹底鞏固權力，所有合理化的藉口便不再需要。實際上，「黨」本質上是一種精英統治，而非世襲體制，其存在基於意識形態的純粹性，而非血統傳承，純屬出於實用考量。
與奧威爾早前作品不同，本書中「黨」的剝削行徑是有意識且公開的。斯萊特指出，奧威爾藉由「黨」那脫離現實的政治操作，試圖揭露現代極權主義愈發純粹追求權力本身，而非其他目標。
奧威爾認為，現代國家不僅能控制人民行為，甚至能掌握他們的思想，這正如同西班牙宗教裁判所最終所追求的目標。現代政府能達成此目標，關鍵在於技術進步，例如所謂的「電幕」──一種雙向傳輸影像的裝置，可使政府全天候監視全體人民。
為了有效運用技術控制社會，極權政權必須推動高度集權，而大洋國所設立的四大部門──真理部、和平部、友愛部、富足部──正是基於此目的。 

寡頭政治集體主義： 大洋國人社會階層金字塔

無產階級通常不易受宣傳影響；內黨最為忌憚的是中產階級（即外黨成員），而非無產階級，原因在於無產階級本已一無所有，也看不到未來。透過真理部進行的歷史修正，「黨」進一步剝奪無產階級對過去的記憶，使其無法從歷史中學習，亦無須憂慮未來，因他們被困在永恆的「現在」，缺乏革命可能性。為防範任何非正統思想，真理部推行新話——一種刻意精簡的語言，藉由刪除能夠表達異端思想的詞彙，使異端概念難以存在。新話亦將思維二元化，例如僅用「好」（good）與「不好」（ungood）來劃分，這種刻意的二分法消除了細微差異，促使人們採取極端的非黑即白的思考模式。
內黨成員還必須養成自我欺騙的習慣，其中包括：
- 犯罪止步：又稱「預防性愚蠢」，即在接觸到政治上危險的思想前，自行停止思考。[12]
- 雙重思想： 指同時接受並信奉互相矛盾的觀點，卻不覺矛盾。[12]

如書中所述：
|  | ……透過雙重思想的運作，他同時讓自己相信現實並未受到違反。 他在刻意撒謊的同時，真心信服那些謊言；遺忘任何變得不便的事實，並在需要時臨時召回；否認客觀現實的存在，卻又在否認中考量現實——所有這些，都是不可或缺的。甚至在使用‘雙重思想’這個詞時，也必須運用雙重思想。 |

### 第三章：戰爭即和平
在閱讀第一章之前，溫斯頓先閱讀了第三章〈戰爭即和平〉，該章解釋了這句標語的含義，並回顧了全球三大超級大國的建立過程：
- 大洋國（英語：Oceania）：美國與大英帝國合併，後來又與拉丁美洲合併。
- 歐亞國（英語：Eurasia） ：苏联併吞歐洲大陸。
- 東亞國（英語：Eastasia）：在「十年混戰」後誕生，中國大陸的政权併吞了日本、朝鲜以及部分蒙古和西藏地區。

這三個超級國家在不同聯盟中進行了長達二十五年的戰爭，但這場持續戰事在軍事上卻毫無意義，因為它是一場「目標有限、雙方均無法徹底摧毀對方、亦無實質利益衝突，更不存在真正意識形態分歧」的戰爭；畢竟，這三國本質上皆為極權主義國家。 
科學技術的發展亦受到嚴格管控，因為「黨」不希望出現難以掌握的物資過剩，免得無產階級的生活水準提升至超出僅能維生的程度。唯一被允許的技術進步領域乃是思想控制與種族滅絕——這兩項皆為各超級大國的共同目標。當思想控制技術臻於完美時，這些國家理論上就能發動一次決定性毀滅攻擊，使對手無法反擊。
然而，即使在戰爭領域，技術進步仍可能違背「黨」的利益，因為這些超級國家實際上並不真正構成互相威脅──它們必須維持永久的有限戰爭狀態才能存續。藉由操弄戰爭帶來的恐慌與自我犧牲需求，這些國家所發動的戰爭並非真正針對彼此，而是針對本國人民。人民因此被刻意維持在無知、接近飢餓及過度勞動的狀態中。
永久的有限戰爭也使「黨」得以轉移人民對國內問題與自身失敗的注意力。斯萊特指出，奧威爾認為，比起承諾「輕鬆、安全的生活」，更有效的統治策略在於引導民眾投入狂熱的民族主義。因此，戰爭成了一種心理工具，創造出一種反諷式的「和平」──一種停滯狀態，使任何真正進步變得不可能，世界永遠停留在原地，而唯一的變數僅在於最終是否能實現全球征服。 
然而，儘管內黨成員畢生致力於將大洋國打造成全球霸權，但在面對戰爭時，他們仍然運用雙重思想，因為他們深知為了維持大洋國的社會結構，這場戰爭必須無限期延續。 

### 後續章節
溫斯頓從未有機會讀完《寡頭政治集體主義的理論與實踐》，也無法在思想警察逮捕他與茱莉婭之前了解大洋國以及1984世界秩序中「為什麼」的問題；然而，他始終相信改變的希望存在於無產階級之中。隨後，在拷打過程中，奧布萊恩向他揭示了那個「為什麼」的問題：
「權力非不是手段，而是目的。建立獨裁政權並非為保護革命，而是為創造革命以建立獨裁。迫害的目的，就是迫害；拷問的目的，也是拷問。」
「我們總能將異端者攫取於掌握之中，任其在痛苦中尖叫、破碎、令人厭惡；最終，他必將徹底懺悔、自我拯救，並自願趨附於我們腳下。溫斯頓，這正是我們正在建構的世界──一個勝利連連、凱旋接踵的世界，一個不斷、一再、持續向權力核心施加壓力的世界。」

## 作者
奧布萊恩認為，溫斯頓·史密斯主張能推翻老大哥與「黨」的觀點全屬胡扯，因為溫斯頓並非「兄弟會」的革命者。於友愛部內，奧布萊恩對溫斯頓施以拷問，試圖「治療」其政治狂熱──也就是那種認為存在超越「黨」所構築現實之外的客觀真實的信念。在拷問室內的對話中，奧布萊恩告知溫斯頓，據稱由高斯登撰寫的《那本書》，實際上乃是由包括他在內的一個委員會共同編纂而成。當溫斯頓詢問該書是否真實時，他回答道：「就描述而言，是的；但其中所闡述之綱領則全屬胡扯。」 
讀者始終無法確定，到底是奧布萊恩的說辭較為可信，或是高斯登的作者身分更為真實，因為「黨」不斷改寫過去，以掌控現在與未來。正如那句話所言：「控制過去者，控制未來；控制現在者，控制過去。」因此，各超級國中的「黨」皆掌握著現在，改寫著過去，並依據自身利益與無所不在的權力（排除中階級），強迫未來依照其透過政府與官僚集體主義所追求的方向發展。由此，「黨」得以維持寡頭集體主義體制，延續老大哥的統治。 

## 意義
艾瑞克·切伊菲茨（英語：Eric Cheyfitz）指出：「不論這本書在小說情節中扮演何種角色，奧威爾藉由其詳盡闡述，傳達了對1949年當下以及他所預想之未來政治現實的見解。」 
這本書被形容為對《被背叛的革命：蘇聯是什麼以及它將走向何方？》（1937年，作者為列夫·托洛茨基）以及《經理人革命》（1941年，由前托洛茨基主义者詹姆斯·伯納姆所著）的模仿和批評。